# Călător în Orient
Călător in Orient este o serie de documentare produse de Societatea Română de Televiziune, realizate de Sandrino Gavriloaia.

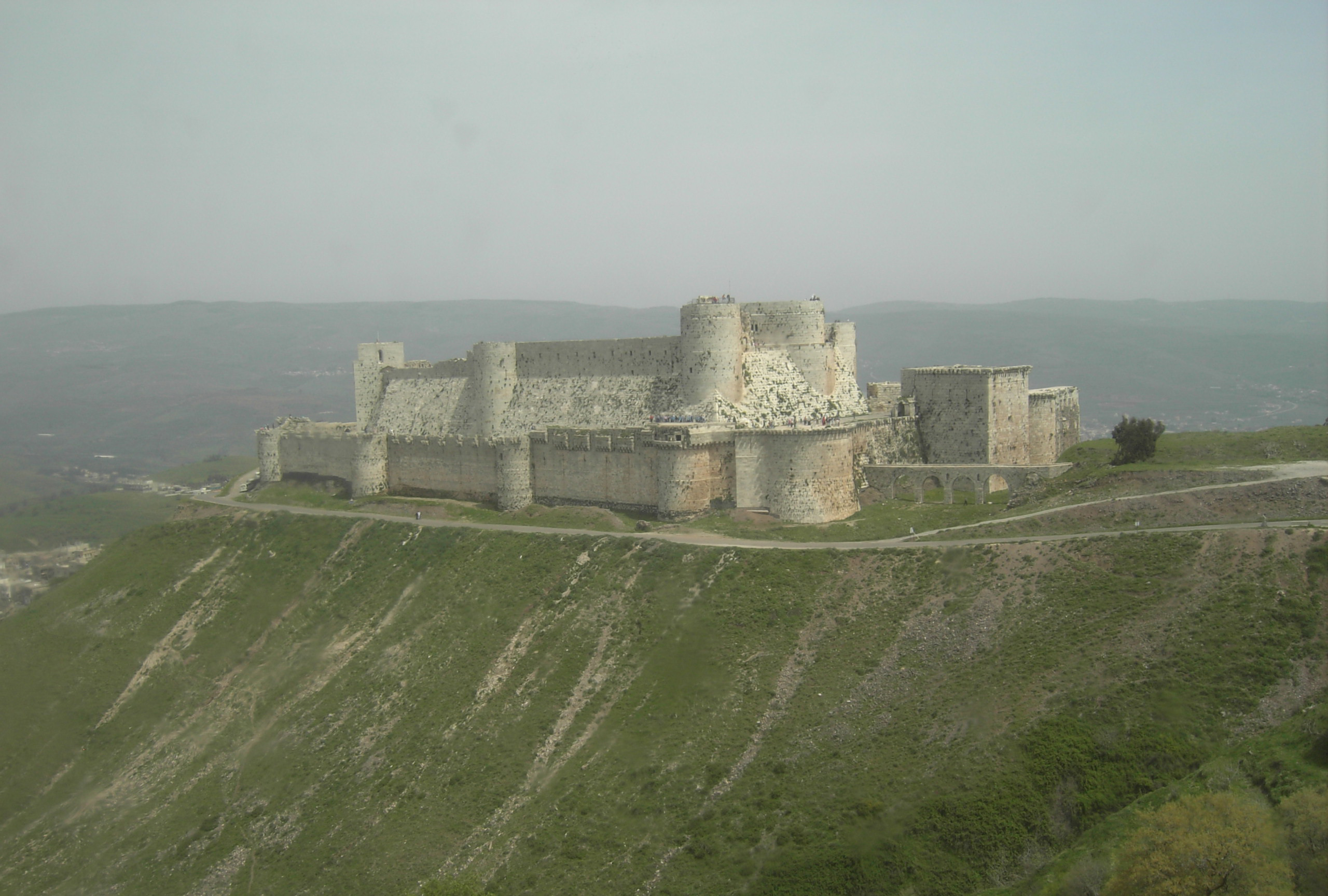
Krak des Chevaliers (Kala'at al Hosni)

## Seria I
Seria I conține 6 episoade, prezentate în premieră de TVR 2 între 14 aprilie și 2 iunie 2002; filmările au fost realizate în Siria și Liban în toamna anului 2001. Echipa a fost formată din: Sandrino Gavriloaia (realizator și scenarist), Mihai Buzura (director de imagine), Dragoș Smărăndescu (montaj), Michaela Roșu (regizor muzical), Mihaela Căpitanu (postprocesare sunet), Assfoura Nafez (traducător), Bassam Emile Wanis (traducător) și Mihai Antonescu.

## Seria a II-a
Seria a II-a conține 7 episoade, prezentate de TVR 2 în premieră între 10 octombrie și 14 noiembrie 2002; filmările au fost realizate în Irak și Republica Arabă Siriană în aprilie-mai 2002. Echipa a fost formată din: Sandrino Gavriloaia (realizator și scenarist), Mihai Buzura (director de imagine), Dragoș Smărăndescu (montaj), Michaela Roșu (regizor muzical), Mihaela Căpitanu (postprocesare sunet), Assfoura Nafez (traducător), Bassam Emile Wanis (traducător) și Mihai Antonescu.
Ambele serii au fost produse de Societatea Română de Televiziune cu sprijinul Orient -  revistă de opinie și cultură arabă.

## Seria a III-a
Seria a III-a conține 16 episoade, prezentate în premieră de TVR 2 în intervalul 16 ianuarie –  30 aprilie 2003; filmările au fost realizate în Siria și Liban în toamna anului 2002. Echipa a fost formată din: Sandrino Gavriloaia (realizator și scenarist), Andrei Coruț (director de imagine), Dragoș Smărăndescu (montaj), Michaela Roșu (regizor muzical), Mihaela Căpitanu (postprocesare sunet), Assfoura Nafez (traducător), Bassam Emile Wanis și Mihai Antonescu.
Seria a III-a a fost coprodusă de SRTV (Canalul TVR 2) și SC Poligraphia SRL. Serialul este proprietatea SRTV.
Cele trei serii, totalizând 29 de episoade, au fost reluate de TVR 2 și de alte două canale ale SRTV, TVR Cultural și TVR Internațional. Episoadele despre Siria au fost traduse și oferite oficial spre difuzare Televiziunii publice din Republica Arabă Siriană. Documentarele filmate în Irak au fost difuzate până în aprilie 2003, când, din cauza invaziei din Irak, difuzarea a fost suspendată și niciodată reluată.
Episodul Lost Cities  (Orașele pierdute) a fost selecționat, tradus și titrat pentru a fi prezentat în cadrul târgului de filme documentare de la Cannes.
Serialul de documentare Călător în Orient a fost premiat în anul 2004 de către Uniunea Ziariștilor Profesioniști din România.
Pornind de la rescrierea scenariilor tv, modificate și adăugite, precum și a unor noi capitole și texte, Sandrino Gavriloaia a editat cartea Călătorii Orientale, volum lansat de autor, în 2007 la Damasc, la Ambasada României din Siria.

## Lista episoadelor

### Seria I
1. În căutarea fenicienilor – premiera 14 aprilie 2002
2. Orașul sacru – Baalbek – premiera 28 aprilie 2002
3. Pelerinaj la Locuri Sfinte – Saidnaya și Maalula – premiera 05 mai 2002, Paștele Ortodox
4. Perla Orientului – Moscheea Ommayyazilor din Damasc – premiera 12 mai 2002
5. Beirutul zilelor noastre – premiera 19 mai 2002
6. Pe urmele cruciaților – premiera 26 mai 2002

### Seria a II-a
1. Bagdadul celor 1001 nopți -  premiera 10 octombrie 2002
2. Palatul Azem (Damasc) – premiera 17 octombrie 2002
3. Țara lui Sem (I) – premiera 24 octombrie 2002
4. Țara lui Sem (II) – premiera 31 octombrie 2002
5. Bisericile Mesopotamiei – premiera 7 noiembrie 2002
6. Hatra, cetatea Soarelui -  premiera 14 noiembrie 2002
7. Pe drumul Damascului – premiera 21 aprilie 2002

### Seria a III-a
1. Palatul Beiteddine – premiera 16 ianuarie 2003
2. Alep, a doua capitală a Siriei (I) – premiera 23 ianuarie 2003
3. Alep, a doua capitală a Siriei (II) – premiera 30 ianuarie 2003
4. Byblos, cetatea alfabetului – premiera 6 februarie 2003
5. Siria, tărâmul civilizațiilor (I) – premiera 13 februarie 2003
6. Siria, tărâmul civilizațiilor (II) – premiera 20 februarie 2003
7. Siria, tărâmul civilizațiilor (III) – premiera 27 februarie 2003
8. Popas pe Drumul Mătăsii, Palmyra – premiera 6 martie 2003
9. Drumuri levantine I
10. Drumuri levantine II
11. Drumuri levantine III
12. Ortodoxia siriană
13. Orașele pierdute
14. Saladin, sultanul cruciaților
15. Damasc, un oraș etern
16. Marhaba, Surya!